# 橋本元一
橋本 元一（はしもと げんいち、1943年10月13日 - ）は、日本の団体役員。第18代日本放送協会会長。元アジア太平洋放送連合会長。

## 来歴・人物
静岡県浜松市出身。静岡県立浜松北高等学校、東京工業大学理工学部電子工学科卒業。1968年NHKに入局、大阪局に赴任、後に技術畑を歩み、放送の発展を陰で支えた。
2004年にNHKの不祥事が次々と発覚し、批判に晒される中での前任者海老沢勝二の辞任を受けて、2005年、NHK会長に就任。技術畑出身者としては初であり、政治部記者出身で、強権的な手法が目立った海老沢や15代会長の島桂次とは異なる、技術者らしいクリーンさ、清新さが求められた結果だった。副会長には永井多恵子が就任した。
NHKの「改革・新生」に取り組み信頼の回復に懸命に努めると決意を述べたが、2006年3月30日の「参議院総務委員会」で受信料不払いによる減収額を半年も公表せず、かつ3月の国会でも虚偽報告をしていたことが指摘され「深く反省し、お詫びいたします」と謝罪。NHK職員の業務事務処理用ホームページ「SMART」上で「ハシゲンさんの今週の一言」をスタートし規律維持の標語を掲載した。
ただ、NHK改革論議では現制度の維持を各所で訴えており、数々の不祥事への謝罪を述べる一方で、受信料不払いに対して法的措置という強権的な手法を取ったことが視聴者の反感を買うこととなった。
テレビジョン放送の完全デジタル化を睨みその期間における中期（5か年）経営計画の策定が課題となっていたが、2007年9月に出した計画は経営委員会に「内容があまりにも不十分である」として拒否された。その時点で会長としての任期が残り半年を切っていた。会長の選任は経営委員会の決定事項であるが、橋本は当初再任を希望するかどうかについては明言を避けていた。その後、経営委員会は抜本的なNHK改革を行うためには次期会長を外部から招聘すべしとの判断で一致。これにより、橋本の会長退任が確実となった。
任期切れ1週間前の2008年1月17日には複数の職員によるインサイダー取引が発覚。翌18日、古森重隆経営委員長に辞意を伝えたが、任期切れ直前だったため慰留され、結局任期が切れる24日付で退任した。
退職金については2008年の辞任時より支払いが凍結されていたが、2009年10月13日に会長在籍中の分は支払われない方向で決着した。それ以前の分については支払われるため1181万円の支給であった。

## エピソード
2007年には、ミニ広報番組『今日も、どこかでNHK』のディレクターズコレクションシリーズにおいて、『サラリーマンNEO』のディレクターが制作した作品に出演している。

## 略歴
- 1968年4月 - NHKに入局
- 技術局計画部長
- 2001年6月 - 技術局長
- 2002年9月 - 理事（技術担当）[1]
- 2004年9月 - 専務理事技師長
- 2005年1月25日 - 第18代NHK会長
- 2005年 - 浜松市やらまいか大使[6]
- 2006年1月 - アジア太平洋放送連合会長
- 2006年3月 - アジア太平洋放送連合会長を退任
- 2008年1月24日 - NHK会長を退任（名誉会友）[1]